# Хосе Марія Лінарес
Хосе Марія Лінарес Лісарасю (ісп. José María Rufino de Linares Lizarazu; 1808—1861) — болівійський державний та політичний діяч, президент країни у 1857—1861 роках.

## Політична кар'єра
Змолоду Лінарес цікавився політикою, займаючи численні адміністративні посади в різних урядах. 1839 року новий президент, Хосе Мігель де Веласко Франко, призначив його на пост міністра внутрішніх справ. Після цього його було призначено міністром у справах Іспанії; на цьому посту Лінарес проводив перемовини з іспанським урядом щодо умов підписання угоди про визнання незалежності Болівії. Будучи головою Сенату, 1848 року, за тимчасової відсутності Веласко, з метою прийняття важливих законодавчих актів очолював виконавчу владу. Невдовзі після цього він став лідером так званої партії Partido Generador, яка виступала за демократію, цивільний контроль та за повернення болівійських солдат до казарм. Це спричинило недовіру до нього з боку подальших урядів, кілька років Лінаресу довелось прожити у вигнанні. Тим не менше, він став визнаним громадським лідером, популярність якого зростала.

### Президент Болівії
1857 року Лінарес прийшов до влади в результаті військового перевороту, що мав на меті привести до влади цивільних (новина для країни). Дійсно, за великим рахунком, його можна вважати першим цивільним президентом Болівії. Після усунення від влади Хорхе Кордови Лінарес легітимізував свою владу через проведення конституційних виборів. Первинно його адміністрація була однією з найбільш енергійних та чесних. Лінарес провів багато реформ, запекло боровся зі зловживаннями у владі. На цьому шляху, звичайно, у нього з'явилось багато ворогів, які організовували проти нього змови. Численні повстання постійно виносились на порядок денний.

### Довічний диктатор
Не маючи можливості залишитись у владі іншим шляхом, 1858 року Лінарес здійснив неймовірне: він проголосив себе «довічним диктатором», спираючись на зброю, з парадоксальною метою — уникнути переворотів у майбутньому. Це суперечило його первинним ідеалам і швидко зробило його вкрай непопулярним. 1861 року його було скинуто в результаті державного перевороту, який очолив його власний міністр оборони Хосе Марія Ача. Після цього Лінареса було заслано до Чилі, де він помер того ж року.